# Castillo de Bolków
El castillo de Bolków es un castillo situado en el término de Bolków, a 30 km al noroeste de Wałbrzych (Baja Silesia, Polonia). Con un área de 7600 m², está emplazado en lo alto de la Colina del Castillo (en polaco: Wzgórze Zamkowe), a 396 metros de altitud. La ladera queda cortada por el río Nysa Szalona, dejando un escarpado precipicio con una caída de 90 metros; por el lado oriental desciende gradualmente y queda ocupada por el pueblo.

## Historia
Las primeras menciones del castillo datan de 1277, durante el reinado de Bolesław II Rogatka, duque de Legnica, aunque la forma actual se debe a varias construcciones acometidas en el siglo XVI. El arquitecto silesio Jakub Parr introdujo elementos renacentistas en las fortificaciones del castillo. Después de las obras de expansión, el castillo cubría un área de 7600 m², convirtiéndolo en uno de los castillos más grandes de Silesia. En 1703, el castillo fue adquirido por monjes cistercienses de Krzeszów. Tras la laicización de las propiedades monásticas, el castillo pasó a manos públicas.